# Агулипрок
Агулипрок — литературное объединение, существовавшее в Барнауле с 1917 по 1920 год. Второе название — Агулико, полное наименование — Алтайский губернский литературно-продовольственный комитет. 
Литературно-продовольственным он был назван в шутку потому, что Алтайский губпродком выделял продукты для литературных вечеров. Организаторами «Агулипрока» были поэт Порфирий Казанский, который придумал название, и писатель Глеб Пушкарёв. С 1917 по 1920 год в объединение входили писатели Степан Исаков, Арсений Жиляков, поэт Юрий Ревердатто и другие. В деятельности объединения принимали участие писатели Алексей Новиков-Прибой и Павел Низовой, приехавшие на Алтай в 1918 году.
В 1917 году культурно-просветительный отдел союза кооперативов и «Агулипрок» организовали издательство «Сибирский рассвет» и в 1918 году начали издание книжной серии «Библиотека „Сибирского рассвета“». В 1918, 1919 годах были изданы следующие книги:
- Гребенщиков Г. «В полях»,
- Новосёлов А. «Санькин марал» и «Беловодье»,
- Шишков В. «Чуйские были»,
- Жиляков А. «В тихих лесах»,
- Исаков С. «Там, в горных долинах»,
- Ершов А. «В поисках родины»,
- Казанский П. «Родному краю»,
- Гольдберг И. «Большая смерть»,
- Новиков-Прибой А. «Две души» и «Море зовёт».

Каждая книга серии выходила 30-тысячным тиражом — «цифра для того времени колоссальная». Ещё до выхода первой книги были получены заказы более чем на 20 тысяч экземпляров каждого названия.